# How Soon Is Now?
Singles de The Smiths
William, It Was Really Nothing
(1984) Shakespeare’s Sister
(1985)
How Soon Is Now? est une chanson du groupe de rock anglais The Smiths, sortie d'abord comme face B du maxi 45 tours William, It Was Really Nothing en 1984, puis sur la compilation Hatful of Hollow (1984) et en bonus sur certaines éditions de l'album Meat Is Murder (1985).
Elle a notamment été reprise par les groupes Paradise Lost, t.A.T.u. et en 1994 par Love Spit Love. La version de ces derniers est célèbre grâce au film Dangereuse Alliance et à la série Charmed.
La version originale est utilisée en 2023 dans le film The Killer dont le personnage principal se sert de la chanson pour se concentrer avant un tir. La bande-annonce reprend plusieurs autres tubes des Smiths.
Cette chanson était classée 195e au top américain.
How Soon Is Now? fait partie de la liste des 660 « chansons qui ont façonné le rock 'n' roll » établie par l'équipe du Rock and Roll Hall of Fame.

## Composition
La chanson ne consiste qu'en un vers répété deux fois, un refrain et un vers de transition. Le sujet porte sur un personnage qui ne parvient pas à surmonter sa timidité, l'handicapant dans ses relations interpersonnelles. Deux couplets de la chanson sont bien connus dans la culture populaire, l'ouverture : « I am the son, and the heir, of a shyness that is criminally vulgar / I am the son and heir, of nothing in particular », et le refrain : « I am human and I need to be loved / Just like everybody else does ». L'ouverture s'inspire d'une phrase du roman Middlemarch de George Eliot : « To be born the son of a Middlemarch manufacturer, and inevitable heir to nothing in particular ».
Le journaliste musical Jon Savage a déclaré que les paroles de la chanson évoquaient la culture des bars gays de Manchester à l'époque.
La mélodie est construite autour d'un accord (fa♯) de guitare qui oscille rapidement en volume (trémolo).

## Reprises
- Love Spit Love ;
- Snake River Conspiracy sur l'album Sonic Jihad en 2000 ;
- t.A.T.u. sur l'album 200 km/h in the Wrong Lane sorti en 2002 ;
- Paradise Lost sur l'EP Say Just Words ;
- Quicksand en titre bonus de l'album slip sorti en 1993.